# Cantón de Villefranche-sur-Mer
El cantón de Villefranche-sur-Mer era una división administrativa francesa que estaba situada en el departamento de Alpes Marítimos y la región de Provenza-Alpes-Costa Azul.

## Composición
El cantón estaba formado por seis comunas:
- Beaulieu-sur-Mer
- Cap-d'Ail
- Èze
- La Turbie
- Saint-Jean-Cap-Ferrat
- Villefranche-sur-Mer

## Supresión del cantón de Villefranche-sur-Mer
En aplicación del Decreto n.º 2014-227 de 24 de febrero de 2014, el cantón de Villefranche-sur-Mer fue suprimido el 22 de marzo de 2015 y sus 6 comunas pasaron a formar parte del nuevo cantón de Beausoleil.